# طیف احتمالات خداباورانه
طیف احتمالات خداباورانه یک دسته‌بندی از میزان خداباوری و احتمال وجود خدا است که توسط ریچارد داوکینز در کتاب توهم خدا آورده شده‌است.

## فرمول‌بندی داوکینز
به نظر داوکینز، دیدگاه‌های مختلف دربارهٔ وجود خدا در این هفت بخش می‌گنجد. این طیف پیوسته‌است، اما می‌توان آن را به هفت بخش اصلی تقسیم‌بندی کرد.
۱. خداباوری قوی. احتمال ۱۰۰ درصدی وجود خدا، به قول کارل گوستاو یونگ من باور ندارم، می‌دانم."
۲. خداباوری دوفاکتو. احتمال بسیار قوی اما کمتر از ۱۰۰ درصد. خداباوری در عمل. "من به قطع نمی‌دانم، اما قویاً به وجود خدا باور دارم و زندگانی‌ام را بر این پایه پی می‌گیرم."
۳. احتمال بالای ۵۰ درصد اما نه خیلی بالا. به لحاظ فنی ندانم‌گرا، اما مایل به خداباوری. "من خیلی نامطمئن هستم، اما مایل‌ام به خدا باور داشته باشم."
۴. دقیقاً ۵۰ درصد. ندانم‌گرایی کاملاً بی‌طرفانه. "احتمالات وجود یا عدم وجود خدا کاملاً برابر اند."
۵. پایین‌تر از ۵۰ درصد، مایل به بی‌خدایی. "نمی‌دانم خدا وجود دارد یا نه اما متمایل به شکاکیت هستم."
۶. احتمال خیلی پایین، اما بیش از صفر. بی‌خدایی در عمل. "نمی‌توانم قطعاً بگویم خدا نیست اما فکر می‌کنم که وجود خدا خیلی بعید است، و زندگی‌ام را بر پایه نبودنش پی می‌گیرم."
۷. بی‌خدایی قوی. "می‌دانم که خدایی نیست، به همان قطعیتی که یونگ 'می‌داند' که خدایی هست."
داوکینز در کتاب توهم خدا نتیجه‌گیری می‌کند که بسیاری از افراد به دلیل ایمان و نبود شک دینی خود را در شماره «۱» قرار می‌دهند، ولی بیشتر بی‌خدایان خود را «۷» در نظر نمی‌گیرند زیرا بی‌خدایی ناشی از کمبود شواهد است و همیشه ذهن فرد قابل تغییر است. در کتاب، داوکینز نظر خود را به شماره «۶» نزدیک‌تر می‌بیند، ولی در مصاحبه‌هایی که با بیل مار و آنتونی کنی کرده‌است خود را به‌طور دقیق‌تر ۶٫۹ دانسته‌است.